# Баблер білобровий
Ба́блер білобровий (Pellorneum capistratum) — вид горобцеподібних птахів родини Pellorneidae. Ендемік Індонезії. Pellorneum nigrocapitatum і Pellorneum capistratoides раніше вважалися підвидами білобрового баблера, однак були визнані окремими видами в 2021 році.

## Поширення і екологія
Білоброві баблери є ендеміками острова Ява. Вони живуть у вологих рівнинних тропічних лісах.